# Wally Bell

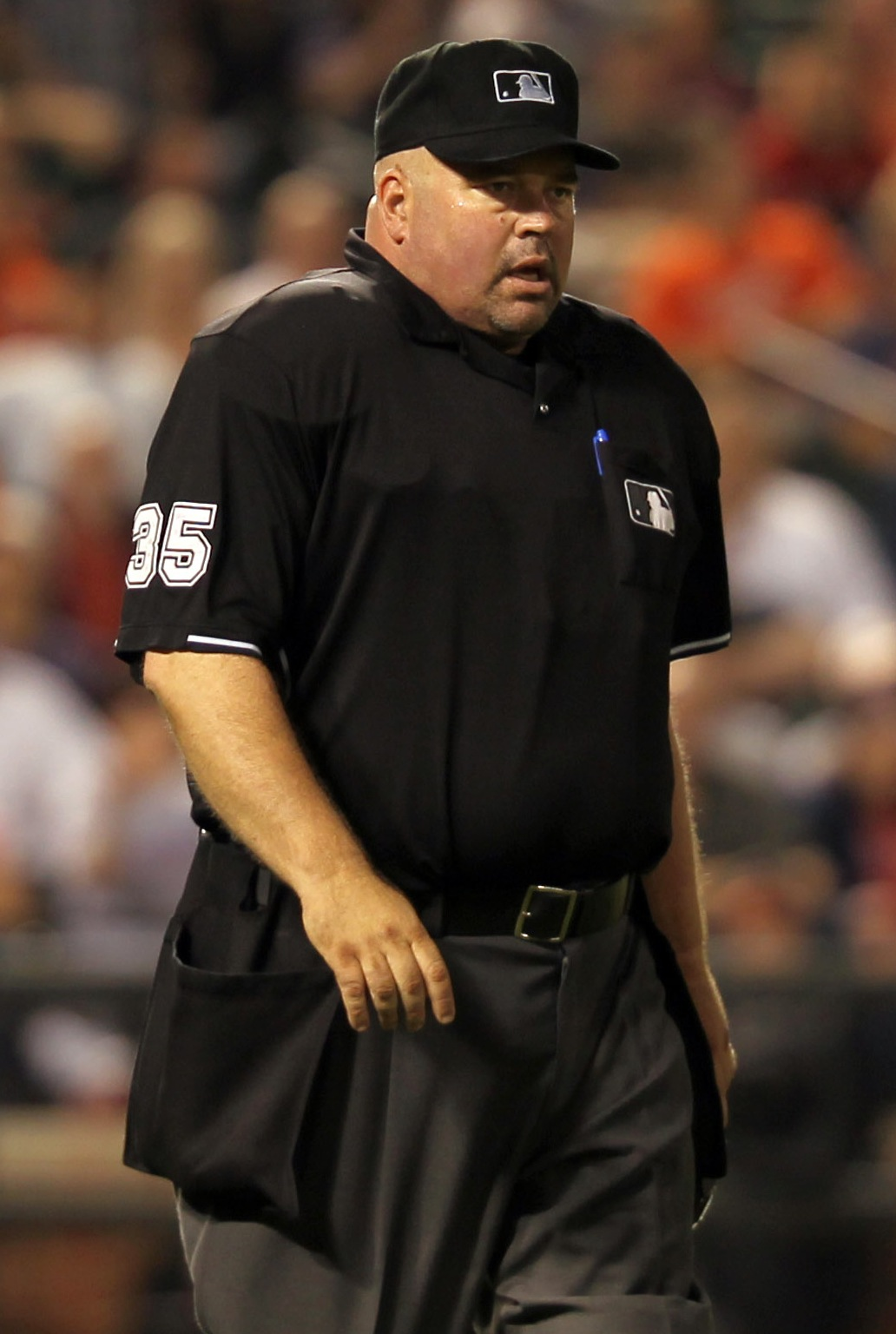

Wallace Robert Bell (10 de enero de 1965 - 14 de octubre de 2013) fue un árbitro en la Major League Baseball (MLB) que trabajó en la Liga Nacional de 1992 a 1999 y en ambas ligas mayores de 2000 a 2013. Llevaba el número 35.
Se graduó de Austintown Fitch High School en 1983. Comenzó a arbitrar las Pequeñas Ligas y juegos de la liga de verano cuando tenía 17 años y fue compañero del graduado en Austintown Fitch, Brian O'Nora, con el que asistió a la escuela de árbitros el siguiente año.
Bell murió de un infarto agudo de miocardio el 14 de octubre de 2013 en un hospital de Ohio.